# دورية الجليد الدولية
دورية الجليد الدولية (بالإنجليزية: International Ice Patrol)‏ هي منظمة دولية تأسست سنة 1914 في أعقاب حادث غرق سفينة تيتانيك. تعمل هذه الدورية على جمع البيانات من الرادارات والأقمار الصناعية وكذا طائرات التتبع عن بعد للتعرف على البحيرات والجبال الجليدية في منطقة المحيط الأطلسي والمحيط المتجمد الشمالي، والإبلاغ عن تحركاتها من أجل ضمان سلامة السفن التي تبحر عبر الممرات المائية للدائرة العظمى بين أوروبا والموانئ الرئيسية للولايات المتحدة وكندا. يتم تشغيلها هذه الدورية من قبل خفر السواحل الأمركي، وبتمويل من قبل 13 دولة مهتمة في الملاحة عبر المحيط الأطلسي. تشمل هذه الدول المساهمة كلا من : بلجيكا، كندا، الدنمارك، فنلندا، فرنسا، ألمانيا، اليونان، إيطاليا، اليابان، هولندا، النرويج، بنما، بولندا، إسبانيا، السويد، المملكة المتحدة والولايات المتحدة الأمريكية.

## تاريخ

### التاسيس
تشكل الجبال الجليدية مصدر قلق بالنسبة لجميع الرحلات البحرية التي تعبر شمال المحيط الأطلسي، ولعل تاريخ الملاحة البحرية في المنطقة يبرر كل هذا القلق. هناك كم هائل من حوادث الغرق التي كان مسرحها محيط منطقة غراند بانكس في نيوفاوندلاند، الناجم أغلبها عن كتل الجليد. على سبيل المثال، حادث غرق سفينة سيدة البحيرة سنة 1833، الذي أدى لمقتل 215 شخص، بالإضافة إلى حوادث أخرى وقعت مابين سنتي 1882 و1890 أدت إلى فقدان أكثر من 14 سفينة وألحقت أضرارا جسيمة بما لا يقل عن 40 سفينة أخرى. دون أن ننسى عدد كبيرا آخر من الحوادث الموثقة وغبر للموثقة التي أدت لفقدان وتضرر سفن صيد الأسماك التي تعرف نشاطا في المنطقة.
كان لمأسات كارثة غرق تيتانيك في 15 أبريل 1912 ،الدور الكبير في تنامي الطلب العام على ضرورة العمل التعاوني الدولي من أجل مواجهة الأخطار التي تهدد سلامة السفن في المنطقة. هذه الحادثة التي إعتبرت أغظم حادث سفينة تم تسجيله على الإطلاق. تعود تفاصيل الحادث بعد أن دشنت سفينة تايتانيك رحلتها الأولى عبر المحيط الأطلسي انطلاقا من سواحل ساوثهامبتون في إنجلترا صوب مدينة نيويورك، في بداية الأمر سارت الرحلة بشكل عادي جدا، لو لا الظهور المفاجئ لجبل جليدي في منطقة غراند بانكس، اصطدم بجانب السفينة وأدى إلى غرقها في أقل من ثلاث ساعات. وخلفت مقتل حوالي 1500 من الركاب البالغ عددهم 2224 راكبا بالإضافة إلى طاقم السفينة.
استولى حادث تيتانيك على اهتمام العالم، وأثار نقاشا عالميا على ضفتي المحيط الأطلسي قصد تشجيع الحكومات المترددة للعمل على تنظيم الرحلات البحرية ووضع قوانين وضوابط تجعل من الرحلات البحرية أكثر أمانا.
تداعيات الكارثة لم تتوقف عند هذا الحد فقط، بل وصل لحد تكليف البحرية الامريكية لإثنين من طراداتها (طرادة يو إس إس تشيستر ويو إس إس برمنغهام) للقيام بدوريات في منطقة غراند بانكس في نيوفاوندلاند والسهر على سلامة السفن طيلة ما تبقى من سنة 1912.
خلال المؤتمر الدولي الأول حول سلامة الحياة في البحر، الذي عقد بلندن في 12 نوفمبر 1913، تمت مناقشة موضوع دورية المناطق المتجمدة بالتفصيل. نتيجة لذلك تم توقيع أول إتفاقية من هذا الشأن في 30 يناير 1914 بين ممثلي مختلف القوى البحرية العالمية، تسمى بالإتفاقية الدولية لسلامة الحياة في البحر (SOLAS). نصت هذه الإتفاقية على تنصيب دوريات سفن لتمشط المناطق الجليدية خلال موسم تكون الكتل الجليدية، وتحذير السفن العابرة لإبقاء الممرات العابرة للأطلسي أكثر أمانا.
نظرا للخبرة التي إكتسبتها الولايات المتحدة خلال عامي 1912 و 1913، تم تكليفها بإدارة الدوريات التي يساهم في تمويلها 13 دولة مهتمة بالملاحة عبر المحيط الأطلسي.
بحلول 16 أبريل 1929 عقد مؤتمر ثاني بمدينة لندن تمحور حول موضوع سلامة الحياة في البحر، بمشاركة 18 دولة، وقعت جميعها على القانون النهائي في 31 مايو 1929. ارتباطا بذلك قام الكونغرس في 25 يونيو 1936، يطلب رسميا من قائد خفر السواحل الإشراف على إدارة الخدمة الدولية لمراقبة الجليد (الفصل 807، الفقرة 49 2).
باستثناء تغييرات طفيفة، فلا تزال الولايات المتحدة ممثلة في قوات خفر السواحل الأمريكية إلى غاية اليوم هي السلطة الأساسية التي تدير دورية الجليد الدولية. منذ سنة 1929 كانت هناك ثلاث اتفاقيات أخرى SOLAS خلال سنوات 1948 و1960 و1974، لم توصي أي منها بتغييرات أساسية تؤثر على الدوريات.
يقوم خفر السواحل الأمريكي بشراكة مع دورية الجليد الدولية سنويا انطلاقا من 1914؛ بوضع إكليل من الزهور من على متن سفينة أو طائرة بموقع وقوع كارثة تيتانيك في يوم 15 ابريل.

## تاريخ دوريات الجليد
- في 6 فبراير 1946 قامت طائرة كونسوليديتد بي بي واي كاتالينا باول رحلة إستطلاعية لها إطار دورية الجليد الدولية.[6]
- في 24 فبراير 1946 وصلت طائرتين من نوع كونسوليداتيد بي-24 ليبراتور إلى منطقة أرجونتا على جزيرة نيوفاوندلاند لتصبح أول طائرة مخصصة لإجراء دوريات الجليد.[6]
- في سنة 1947 : تم تكليف طائرات بوينغ بي-17 القلعة الطائرة بالقيان برحلات إستطلاع دورية الجليد.[6]
- في سنة 1959 : طائرة دوغلاس سي-54 سكاي ماستر تعوض طائرات بوينغ بي 17.[6]
- في مايو 1960 : أجرت الدورية تجارب لتفجير الجبال الجليدية عن طريق إسقاط قنابل شديدة الانفجار من على طائرة غرومان إتش يو-16 الباتروس.[6]
- 1964 : كان أول استخدام ناجح لمقياس الحرارة الإشعاعي المحمول جوا للكشف عن التغيرات في درجات حرارة المياه السطحية.[6]

## دوريات الإستطلاع
يقع اليوم مقر دورية الجليد الدولية في مركز أبحاث وتطوير خفر السواحل في نيو لندن (كونيتيكت). حيث تقوم مفرزة استطلاع الجليد، التي تتألف عادة من أحد عشر من أفراد الطاقم وأربعة من مراقبي الجليد، بماشرة عملها بشكل دوري عن طريق التحليق بطائرة من طراز لوكهيد إتش سي 130، فوق منطقة شمال غرب المحيط الأطلسي.